# Akari Kitō
Akari Kitō (鬼頭 明里 Kitō Akari, * am 16. Oktober 1994 in der Präfektur Aichi) ist eine japanische Synchronsprecherin (Seiyū) und Sängerin.

## Leben
Kitō wurde am 16. Oktober 1994 in der Präfektur Aichi geboren. Ursprünglich wollte sie Illustratorin werden. Da ihre Familie die Studiengebühren nicht aufbringen konnte, entschied sie sich, nach Tokio zu ziehen und als Synchronsprecherin zu arbeiten. Die ersten Jahre in Tokio beschrieb Kitō als schwerste Zeit in ihrem Leben, da sie sich tagtäglich Sorgen um ihre finanzielle Situation machte.
Seit 2021 ist Kitō mit dem Synchronsprecher Yuya Hozumi liiert.

## Karriere

### Als Synchronsprecherin
Nachdem sie in den Jahren 2014 und 2015 lediglich kleinere Sprechrollen in verschiedenen Anime-Produktionen erhalten hatte, sprach sie 2016 ihre erste Hauptrolle in der Anime-Fernsehserie Taboo Tattoo, in der sie Aryabahta ihre Stimme lieh. Ihre zweite große Rolle hatte sie in der Serie Time Bokan 24, wo sie die Rolle der Karen übernahm. Auch in der zweiten Staffel, die von Oktober 2017 bis März 2018 im japanischen Fernsehen zu sehen war, sprach Kitō diesen Charakter.
In den Jahren 2017 hatte Kitō Sprechrollen in den Anime-Fernsehserien Blend S, Classroom of the Elite und Tsuredure Children. Es folgten weitere Rollen in Serien wie Ramen Daisuki Koizumi-san, Grancrest Senki, Watashi ni Tenshi ga Maiorita!, Machikado Mazoku und Hitori Bocchi no Marumaru Seikatsu. Kitō sprach den Charakter Nezuko Kamado in der Anime-Fernsehserie Demon Slayer, welcher 2019 im japanischen Fernsehen gezeigt wurde. Im Jahr 2020 erhielt sie weitere große Sprechrollen in den Serien Adachi to Shimamura, Kyokō Suiri, Love Live! Nijigasaki High School Idol Club, Jibaku Shōnen Hanako-kun und Tonikaku Kawaii. Kitō erhielt in der Anime-Produktion zur Mangareihe Demon Slave die Sprechrolle der Kyōka Uzen, einer der Hauptfiguren der Serie.
Neben Synchronsprecher-Arbeiten in Anime-Produktionen, synchronisiert Kitō auch Videospiel-Charaktere. So sprach sie mehrere Charaktere in den Smartphone-Spielen Kantai Collection und Azur Lane. Weitere Spiele, in denen Kitō als Synchronsprecherin zu hören ist, sind Love Live! School Idol Festival - All Stars, Arknights, Fate/Grand Order, Granblue Fantasy und Genshin Impact.
Im März 2021 wurde Kitō für ihre Arbeit im vergangenen Jahr mit einem Seiyū Award in der Kategorie Beste Sprecherin für Nebencharaktere bedacht.

### Als Musikerin
Am 16. Oktober 2019, ihrem 25. Geburtstag, veröffentlichte Akari Kitō mit Swinging Heart ihre erste Major-Single über das japanische Label Pony Canyon. Das Single enthält das Stück dear my distance, welches als musikalischer Abspann in der Anime-Fernsehserie High School Prodigies Have It Easy Even in Another World zu hören ist, als B-Seite und platzierte sich auf Platz elf in den japanischen Singlecharts. Die Single hielt sich insgesamt vier Wochen lang in der Bestenliste auf.
Im Februar 2020 erschien die zweite Single mit dem Titel Desire Again. Das auf der Single befindliche Stück Tiny Light wurde als Abspann für den Anime Mein Schulgeist Hanako genutzt. Die Single erreichte Platz 14 und verblieb sechs Wochen in den Singlecharts. Am 10. Juni 2020 erschien ihr Debütalbum Style über Pony Canyon. Das Album erreichte Platz sieben in den japanischen Albumcharts und verblieb sechs Wochen lang in der Listung. Eine dritte Single namens Kimi no Tonari de erscheint am 28. Oktober 2020. Das Lied ist im Abspann der Anime-Serie Adachi to Shimamura zu hören. Akari Kitō singt den Abspanntitel zur Anime-Fernsehserie Tonikaku Kawaii, wobei sie das Stück unter ihrer Rolle der Tsukasa Tsukuyumi interpretiert.
Am 12. Oktober 2022 erschien ihr zweites Studioalbum Luminous. Im Jahr 2023 veröffentlichte Kitō die Singles Dear Doze Days, Steppin’ Up Life! und Magie×Magie, welche in den Abspannsequenzen der Animeserien Chillin’ in My 30s after Getting Fired from the Demon King’s Army, KamiKatsu bzw. A Girl & Her Guard Dog zu hören sind. Im Januar 2024 veröffentlichte sie das Lied Yume no Ito, welches im Vorspann der Anime-Produktion Chained Soldier zu hören ist.

## Sprechrollen
| Jahr      | Anime                                                                          | Charakter                        |
| --------- | ------------------------------------------------------------------------------ | -------------------------------- |
| 2014      | Invaders of the Rokujyouma!?                                                   | Maki Aika 3 Episoden             |
| 2014      | Wolf Girl & Black Prince                                                       | Kana Yajima 2 Episoden           |
| 2016      | Taboo Tattoo                                                                   | Aryabatha                        |
| 2016–2017 | Time Bokan 24                                                                  | Karen                            |
| 2016      | Die Stadt, in der es mich nicht gibt                                           | Hiromi Sugita                    |
| 2017      | Princess Principal                                                             | Lily Gaveston 2 Episoden         |
| 2017      | UQ Holder!                                                                     | Mizore Yukihiro                  |
| 2017      | Blend S                                                                        | Kaho Hinata                      |
| 2017      | Classroom of the Elite                                                         | Suzune Horikita                  |
| 2017      | Tsuredure Children                                                             | Kana Ijima                       |
| 2018      | Ramen Daisuki Koizumi-san                                                      | Misa Nakamura                    |
| 2018      | Grancrest Senki                                                                | Siluca Meletes                   |
| 2019      | Watashi ni Tenshi ga Maiorita!                                                 | Noa Himesaka                     |
| 2019      | Machikado Mazoku                                                               | Momo Chiyoda                     |
| 2019      | Hitori Bocchi no Marumaru Seikatsu                                             | Aru Honshō                       |
| 2019      | Demon Slayer                                                                   | Nezuko Kamado                    |
| 2019      | The Ones Within                                                                | Karin Sarayashiki                |
| 2020      | Adachi to Shimamura                                                            | Sakura Adachi                    |
| 2020      | Tonikaku Kawaii                                                                | Tsukasa Tsukuyomi/Tsukasa Yuzaki |
| 2020      | Love Live! Nijigasaki High School Idol Club                                    | Kanata Konoe                     |
| 2020      | Kyokō Suiri                                                                    | Kotoko Iwanaga                   |
| 2020      | Mein Schulgeist Hanako                                                         | Nene Yashiro                     |
| 2020      | Demon Slayer: Mugen Train                                                      | Nezuko Kamado                    |
| 2020      | Cagaster of an Insect Cage                                                     | Lizzy                            |
| 2021      | Ex-Arm                                                                         | Arma                             |
| 2021      | Shadows House                                                                  | Kate                             |
| 2021      | Sorcerous Stabber Orphen: Battle of Kimluck                                    | Mädchen Amick                    |
| 2021      | Tsuki ga Michibiku Isekai Dōchū                                                | Mio                              |
| 2021      | Shadows House                                                                  | Kate                             |
| 2022      | Birdie Wing -Golf Girls’ Story-                                                | Eve                              |
| 2023      | KamiKatsu                                                                      | Mitama                           |
| 2023      | A Girl & Her Guard Dog                                                         | Isaku Senagaki                   |
| 2023      | Eiyū Ō, Bu o Kiwameru Tame Tenseisu - Soshite, Sekai Saikyō no Minarai Kishi ♀ | Inglis Eucus                     |
| 2024      | Chained Soldier                                                                | Kyōka Uzen                       |

| Jahr | Name                                          | Charakter/e                                   |
| ---- | --------------------------------------------- | --------------------------------------------- |
| 2015 | Kantai Collection                             | Maestrale Libeccio Kazagumo Kishinami Okinami |
| 2016 | Akiba’s Beat                                  | Acquire-chan                                  |
| 2017 | Re:Stage! Prism Step                          | Sayu Tsukisaki                                |
| 2017 | Magia Record: Puella Madoka Magica Side Story | Emiri Kisaki                                  |
| 2018 | Azur Lane                                     | Nagara Isuzu Abukuma                          |
| 2018 | Grancrest Senki                               | Siluca Meletes                                |
| 2019 | AI: The Somnium Files                         | Aiba                                          |
| 2019 | Love Live! School Idol Festival - All Stars   | Kanata Konoe                                  |
| 2019 | Bloodstained: Ritual of the Night             | Anne                                          |
| 2019 | Touhou Cannonball                             | Hakurei Reimu                                 |
| 2019 | Arknights                                     | Silence                                       |
| 2020 | Fate/Grand Order                              | Erice Utsumi                                  |
| 2020 | Granblue Fantasy                              | Illnott                                       |
| 2020 | Ninjala                                       | Berecca                                       |
| 2020 | Genshin Impact                                | Barbara                                       |

## Diskografie

### Alben
| Jahr | Titel              | Höchstplatzierung, Gesamtwochen, AuszeichnungChartsChartplatzierungen (Jahr, Titel, Platzierungen, Wochen, Auszeichnungen, Anmerkungen) | Anmerkungen                            |
| Jahr | Titel              | JP | Anmerkungen                            |
| ---- | ------------------ | --- | -------------------------------------- |
| 2020 | Style              | JP7 (6 Wo.)JP | Erstveröffentlichung: 10. Juni 2020    |
| 2021 | Kaleidoscope (EP)  | JP14 (3 Wo.)JP | Erstveröffentlichung: 4. August 2021   |
| 2022 | Luminous           | JP13 (3 Wo.)JP | Erstveröffentlichung: 12. Oktober 2022 |
| 2024 | Give Me Five! (EP) | JP23 (3 Wo.)JP | Erstveröffentlichung: 28. August 2024  |

### Singles
| Jahr | Titel Album                | Höchstplatzierung, Gesamtwochen, AuszeichnungChartsChartplatzierungen (Jahr, Titel, Album, Platzierungen, Wochen, Auszeichnungen, Anmerkungen) | Anmerkungen |
| Jahr | Titel Album                | JP | Anmerkungen |
| ---- | -------------------------- | --- | --- |
| 2019 | Swinging Heart Style       | JP11 (5 Wo.)JP | Erstveröffentlichung: 16. Oktober 2019 Lied dear my distance Abspann High School Prodigies Have It Easy Even in Another World |
| 2020 | Desire Again Style         | JP14 (7 Wo.)JP | Erstveröffentlichung: 26. Februar 2020 Lied Tiny Light Abspann Mein Schulgeist Hanako                                         |
| 2020 | Kimi no Tonari de Luminous | JP10 (10 Wo.)JP | Erstveröffentlichung: 28. Oktober 2020 Abspann Adachi to Shimamura                                                            |
| 2022 | Michikusa Luminous         | — | Erstveröffentlichung: 26. Mai 2022                                                                                            |
| 2023 | Dear Doze Days –           | JP18 (4 Wo.)JP | Erstveröffentlichung: 8. Februar 2023 Abspann Chillin' in My 30s after Getting Fired from the Demon King's Army               |
| 2023 | Steppin’ Up Life! –        | — | Erstveröffentlichung: 26. April 2023 Abspann KamiKatsu                                                                        |
| 2023 | Magie×Magie –              | JP22 (3 Wo.)JP | Erstveröffentlichung: 11. Oktober 2023 Abspann A Girl & Her Guard Dog                                                         |
| 2024 | Yume no Ito –              | JP19 (3 Wo.)JP | Erstveröffentlichung: 13. Januar 2024 Vorspann Chained Soldier                                                                |